# Henry Martin (général)
Pour les articles homonymes, voir Henry Martin et Martin.
Henry Martin, né le 27 octobre 1888 à Bordeaux et mort le 24 juin 1984 à Limoges,, est un général français, grand-croix de la Légion d'honneur.
Il s'illustre comme officier au 133e et 363e régiment d'infanterie durant la Première Guerre mondiale, au cours de laquelle il est cité dix fois et fait chevalier de la Légion d'honneur. Puis, au cours de la Seconde Guerre mondiale, il se distingue lors de la bataille de France en juin 1940 au commandement de la 87e division d'infanterie d'Afrique, composée de tirailleurs algériens et de zouaves. Après la reformation de l'armée française en Afrique française du Nord, il est à la tête du 1er corps d'armée lors de la libération de la Corse en septembre-octobre 1943 et de la conquête de l'île d'Elbe en juin 1944. Il commande ensuite le 19e corps d'armée en Algérie, notamment durant les émeutes de Sétif en mai 1945.

## Biographie

### Famille
Il est le fils de Léopold Martin, contrôleur des douanes, et de Marie Peclet. Son prénom « Henry », d'allure britannique, est souvent transformé en « Henri », plus habituel en français. 

### Première Guerre mondiale
Lieutenant de réserve au 133e régiment d'infanterie en août 1914, il prend part aux batailles d'Alsace et des Vosges. Promu capitaine, il est cité à trois reprises en février, juin et juillet 1915. Blessé une première fois en juillet 1915 par un éclat d'obus à la tête en menant sa compagnie à l'assaut, il est cité à l'ordre de l'armée et est fait chevalier de la Légion d'honneur. En 1916, il se bat dans la Somme et en Argonne, se distingue encore et est de nouveau cité à l'ordre de l'armée. En 1917, il combat en Champagne. Il se distingue et est cité à l'ordre de l'armée puis de nouveau blessé et cité à l'ordre de l'armée. En mai, il passe au 363e régiment d'infanterie et est promu chef de bataillon. En 1918, il combat au Chemin des Dames (Aisne) et dans l'Oise. Lors de l'offensive Luddendorf du 21 mars 1918, au cours du combat de Chauny, le 6 avril 1918, il reçoit trois blessures graves et tombe aux mains des Allemands. Cité à l'ordre de l'armée, il est rapatrié le 7 novembre 1918.

### Professeur à l'École supérieure de guerre (1926-1931)
Il est professeur à l'École supérieure de guerre entre  avril 1926 et septembre 1931.

### Campagne du Maroc (1931-1933)
Il part ensuite au Maroc et participe à des opérations de pacification comme sous-chef d'état-major du général Henri Giraud. Au cours d'une opération, il dirige les services de l'arrière d’un groupe d’opérations opérant en zone saharienne sur un front de près de 100 kilomètres. Le 15 janvier 1932, il coordonne l'action des groupements agissant à la lisière ouest du Tafilalet et assure leur liaison avec les éléments engagés à l'intérieur, ce qui contribue pour beaucoup au succès de l'opération. Il est cité pour sa conduite en avril 1932.

### Seconde Guerre mondiale
Général de brigade, il commande en juin 1940 la 87e division d'infanterie d'Afrique (avec pour infanterie divisionnaire le 17e RTA, le 18e RTA  et le 9e RZ) au cours de la campagne de France sur l'Ailette où il « a opposé à l'ennemi une résistance héroïque » avant de prendre une part active à la défense de l'Aisne, puis la retraite vers la Seine et la Loire. La 87e division d'infanterie d'Afrique du général Martin fait partie des unités qui se replient en ordre et combattent jusqu'à l'extrême fin des combats.
Après la défaite, il est à la tête de la division de Marrakech en septembre 1940. 
Le 22 décembre 1941, il est élevé à la dignité de grand-officier de la Légion d'honneur 
Il est promu général de division le 20 mai 1942 puis, après la reformation de l'armée française en Afrique française du Nord, il est nommé en mai 1943 au commandement de la 4e division marocaine de montagne avant de commander, à partir de fin août 1943, le 1er corps d'armée français. Il est ainsi, à la tête du 1er corps d'armée, lors de la libération de la Corse en septembre-octobre 1943 avant de libérer l'île d'Elbe en juin 1944. Il participe ensuite à la préparation du Débarquement de Provence en août 1944 puis remplace le 30 août le général Koeltz à Alger comme commandant du 19e corps, poste qu'il conserve jusqu'en mars 1946.

### Émeutes du 8 mai 1945 à Sétif
En mai 1945, il est à la tête du 19e corps au moment des émeutes de Sétif avec le général Duval à la tête de la Division de Constantine, et calme l'insurrection avec le minimum de pertes[réf. nécessaire]. Le général Duval dirige sur le terrain les troupes et est sous la responsabilité du général Martin,.

## Après guerre
Il est nommé au commandement  de la 10e région militaire (Alger) le 15 mars 1946.
Le 27 septembre 1946, il est élevé à la dignité de grand-croix de la Légion d'honneur « pour services exceptionnels » et placé dans la deuxième section en décembre.
Il fait ensuite une carrière civile dans l’union charbonnière rhénane de 1947 à 1962.
Le général Henry Martin  préside l'Association nationale des croix de guerre et de la valeur militaire de 1956 à 1969.

## Hommages
Le Fort des Rousses, dans le Jura est baptisé Fort Général Henry Martin en 1984, en souvenir de l'affectation du lieutenant Henry Martin au 133e régiment d'infanterie en partie stationné dans le fort en 1914.

## Commandements
Commandements successifs d'Henry Martin :
- 1914 : lieutenant de réserve au 133e régiment d'infanterie, détachement du fort des Rousses
- 1914 : capitaine de réserve au 133e régiment d'infanterie
- 1917 : capitaine d'active au 363e régiment d'infanterie
- 1917 : chef de bataillon au 363e régiment d'infanterie
- 1919 : mission en Allemagne
- 1919 : chef de bataillon au 106e régiment d'infanterie
- 1920 : chef de bataillon au 104e régiment d'infanterie

...
- 1932 : lieutenant-colonel à l’État-major des Confins Algéro-Marocains au Maroc
- 1936 : colonel au 80e régiment d'infanterie
- 1938 : chef d’État-major de la 9e région militaire (Tours)
- 1940 : infanterie de la 63e division d'infanterie
- 1940 : 87e division d'infanterie d'Afrique
- 1940 : département de l'Indre
- 1940-1943 : division de Marrakech
- 1943 : 4e division marocaine montée
- 1943-1944 : 1er corps d'armée reconstitué en Algérie, qui libère la Corse et l'Île d'Elba
- 1944-1946 : 19e corps d'armée (Alger)
- 1946 : 10e région militaire (Alger)

## Campagnes
- Première Guerre mondiale (1914-1918)
- Maroc (1931-1933)
- Campagne de France (1940)
- Maroc (1940-1943)
- Libération de la Corse (1943)
- Libération de l'île d'Elbe (1944)

## Décorations

### Françaises
- Grand-croix de la Légion d'honneur (27 septembre 1946)[8].
- Croix de guerre 1914–1918 (10 citations)
- Croix de guerre 1939–1945 (2 citations)
- Croix de guerre des Théâtres d'opérations extérieurs (1 citation)

### Étrangères
- Officier de la Legion of Merit (États-Unis)
- Chevalier commandeur honoraire de l'Ordre du Bain (Royaume-Uni)